# 노먼 포스터 (감독)

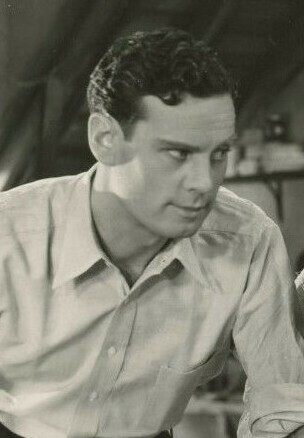

노먼 포스터(Norman Foster, 본명: Norman Foster Hoeffer, 1903년 12월 13일 – 1976년 7월 7일)는 미국의 배우, 영화 감독, 각본가이다.
1903년 12월 13일 리치먼드 (인디애나주)에서 태어났다.

## 참여 작품

### 배우
- 어느 박람회장에서 생긴 일 (1933년 영화)
- 바람의 저편

### 감독
- 노스웨스트 패시지
- 모두가 진실이다